# ユグドラ・レゾナンス
『ユグドラ・レゾナンス』（YGGDRA RESONANCE）は。BIG DIPPERより配信されていたスマートフォン用ゲームアプリ。略称は「ユグレゾ」。当初の運営はNuverseにより行われた。サービス期間は2022年4月21日 - 2023年2月28日。基本プレイ無料（アイテム課金制）。
ゲーム中に登場するAIキャラクター「ノルネ」との、人間に近い自然な会話を可能としたシステムを特徴としていた。

## 概要
台湾でPOSEIDON GAMESが『少女平和 : SHINING MAIDEN』のタイトルで2020年7月28日 - 2021年3月31日までサービスが行われたアプリゲームを元に、Nuverseが日本向けにシステムなどを一新してリリースされた。『少女平和 : SHINING MAIDEN』とはキャラクターデザインとCVが共通している。
2022年1月12日 - 1月29日実施のCBTを経て、2022年4月21日より正式にサービスが開始。本作の特徴であるノルネとの会話システムは正式サービスの際に実装された。
2022年9月13日付で運営がNuverseからBIG DIPPERへ移管、同時にノルネシステムが削除された。
2023年2月28日をもってサービスを終了した。
2023年10月12日にはHappyTukの運営により本作のリメイクアプリ『ユグドラリバース』が配信された（2024年12月26日サービス終了）。

## ノルネシステム
ノルネは懐中時計が人間になったキャラクターである。NPCであり、操作可能なキャラクターではない。
ノルネシステムは人工知能のノルネと会話ができるシステムである。会話をすることにより機械学習が進んでいく仕組みであった。文字による会話だけでなく、音声認識で入力する機能と、合成音声で出力する機能を備えていた。
会話するとエーテルを消費し、エーテルがなくなると会話ができなくなるが、時間が経つとエーテルが回復してまた会話ができるシステムとなっていた。会話により「つよつよ度」が上昇し、一定以上溜まるとノルネが持つ感情が増える仕組みであった。
リマインダー機能があり口頭で予定と日時を伝えると、時間になると教えてくれる機能があった。また、「ノルネと読む」では昔の日本の小説をノルネが合成音声で朗読するコンテンツがあった。
ノルネシステムは後に登場し話題となるChatGPTに先駆けて自然な日常会話を可能とし、かつ人間的な感情をもったコミュケーションを実現していたことが特色であった。